# Žena Glava
Žena Glava je malá vesnice v obci Komiža v Chorvatsku, v Splitsko-dalmatské župě. V roce 2021 zde žilo 37 obyvatel. Počet obyvatel je klesající, v roce 2011 zde žilo 46 obyvatel. Vesnice je situována ve vnitrozemí ostrova Vis.

## Ekonomika
Solární elektrárna uvedená do provozu 11. září 2020 je první velkou solární elektrárnou postavenou na chorvatských ostrovech.